# Brady Skjei
Brady Skjei, född 26 mars 1994, är en amerikansk professionell ishockeyback som spelar för Carolina Hurricanes i National Hockey League (NHL). Han har tidigare spelat för New York Rangers i NHL; Hartford Wolf Pack i American Hockey League (AHL); Minnesota Golden Gophers i National Collegiate Athletic Association (NCAA) och Team USA i United States Hockey League (USHL).
Skjei draftades av New York Rangers i första rundan i 2012 års draft som 28:e spelare totalt.

## Statistik
| 2008–2009   | Lakeville North Panthers |             | 25  | 2  | 12  | 14  | 6   | —  | — | —  | —  | —  |
| 2009–2010   | Lakeville North Panthers |             | 25  | 7  | 16  | 23  | 24  | 5  | 4 | 2  | 6  | 6  |
| 2010–2011   | Team USA                 | USHL        | 36  | 1  | 5   | 6   | 14  | 2  | 0 | 0  | 0  | 0  |
|             | U.S. National U17 Team   |             | 55  | 5  | 14  | 19  | 24  | —  | — | —  | —  | —  |
| 2011–2012   | Team USA                 | USHL        | 24  | 3  | 9   | 12  | 12  | —  | — | —  | —  | —  |
|             | U.S. National U18 Team   |             | 60  | 4  | 19  | 23  | 36  | —  | — | —  | —  | —  |
| 2012–2013   | Minnesota Golden Gophers | NCAA        | 36  | 1  | 2   | 3   | 14  | —  | — | —  | —  | —  |
| 2013–2014   | Minnesota Golden Gophers | NCAA        | 40  | 6  | 8   | 14  | 30  | —  | — | —  | —  | —  |
| 2014–2015   | Minnesota Golden Gophers | NCAA        | 33  | 1  | 9   | 10  | 32  | —  | — | —  | —  | —  |
|             | Hartford Wolf Pack       | AHL         | 8   | 0  | 0   | 0   | 0   | 15 | 1 | 2  | 3  | 16 |
| 2015–2016   | New York Rangers         | NHL         | 7   | 0  | 0   | 0   | 4   | 5  | 0 | 2  | 2  | 2  |
|             | Hartford Wolf Pack       | AHL         | 68  | 4  | 24  | 28  | 36  | —  | — | —  | —  | —  |
| 2016–2017   | New York Rangers         | NHL         | 80  | 5  | 34  | 39  | 42  | 12 | 4 | 1  | 5  | 10 |
| 2017–2018   | New York Rangers         | NHL         | 82  | 4  | 21  | 25  | 39  | —  | — | —  | —  | —  |
| 2018–2019   | New York Rangers         | NHL         | 78  | 8  | 17  | 25  | 44  | —  | — | —  | —  | —  |
| 2019–2020   | New York Rangers         | NHL         | 60  | 8  | 15  | 23  | 41  | —  | — | —  | —  | —  |
|             | Carolina Hurricanes      | NHL         | 7   | 0  | 1   | 1   | 4   | 8  | 0 | 2  | 2  | 4  |
| 2020–2021   | Carolina Hurricanes      | NHL         | 52  | 3  | 7   | 10  | 30  | 11 | 0 | 0  | 0  | 8  |
| 2021–2022   | Carolina Hurricanes      | NHL         | 82  | 9  | 30  | 39  | 48  | 14 | 1 | 2  | 3  | 8  |
| 2022–2023   | Carolina Hurricanes      | NHL         | 81  | 18 | 20  | 38  | 40  | 15 | 1 | 3  | 4  | 12 |
| NHL totalt  | NHL totalt               | NHL totalt  | 529 | 55 | 145 | 200 | 292 | 65 | 6 | 10 | 16 | 44 |
| AHL totalt  | AHL totalt               | AHL totalt  | 76  | 4  | 24  | 28  | 36  | 15 | 1 | 2  | 3  | 16 |
| NCAA totalt | NCAA totalt              | NCAA totalt | 109 | 8  | 19  | 27  | 76  | —  | — | —  | —  | —  |
| USHL totalt | USHL totalt              | USHL totalt | 60  | 4  | 14  | 18  | 26  | 2  | 0 | 0  | 0  | 0  |

### Internationellt
| Källa: Uppdaterad: 2020-08-31 | Källa: Uppdaterad: 2020-08-31 | Källa: Uppdaterad: 2020-08-31 |               | Utv = Utvisningsminuter | Utv = Utvisningsminuter | Utv = Utvisningsminuter | Utv = Utvisningsminuter | Utv = Utvisningsminuter |
| År                            | Lag                           | Mästerskap                    | Matcher       | Mål                     | Assists                 | Poäng                   | Utv                     |                         |
| ----------------------------- | ----------------------------- | ----------------------------- | ------------- | ----------------------- | ----------------------- | ----------------------- | ----------------------- | ----------------------- |
| 2012                          | USA                           | U18-VM                        | 6             | 0                       | 1                       | 1                       | 4                       |                         |
| 2014                          | USA                           | JVM                           | 5             | 0                       | 1                       | 1                       | 0                       |                         |
| 2016                          | USA                           | VM                            | 10            | 1                       | 0                       | 1                       | 2                       |                         |
| 2017                          | USA                           | VM                            | 3             | 0                       | 1                       | 1                       | 0                       |                         |
| 2019                          | USA                           | VM                            | 8             | 2                       | 0                       | 2                       | 2                       |                         |
| Junior totalt                 | Junior totalt                 | Junior totalt                 | Junior totalt | 11                      | 0                       | 2                       | 2                       | 4                       |
| Senior totalt                 | Senior totalt                 | Senior totalt                 | Senior totalt | 21                      | 3                       | 1                       | 4                       | 4                       |